# Golßen

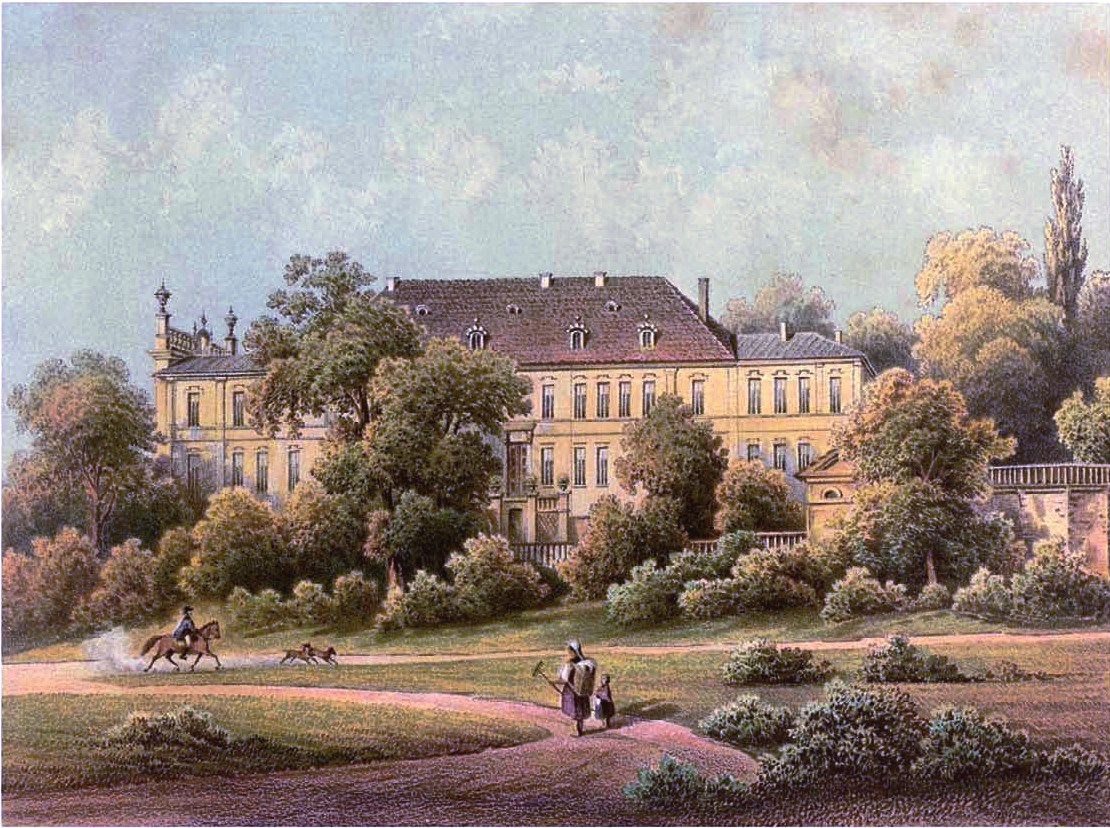
Schloss Golßen um 1865/66, Sammlung Alexander Duncker

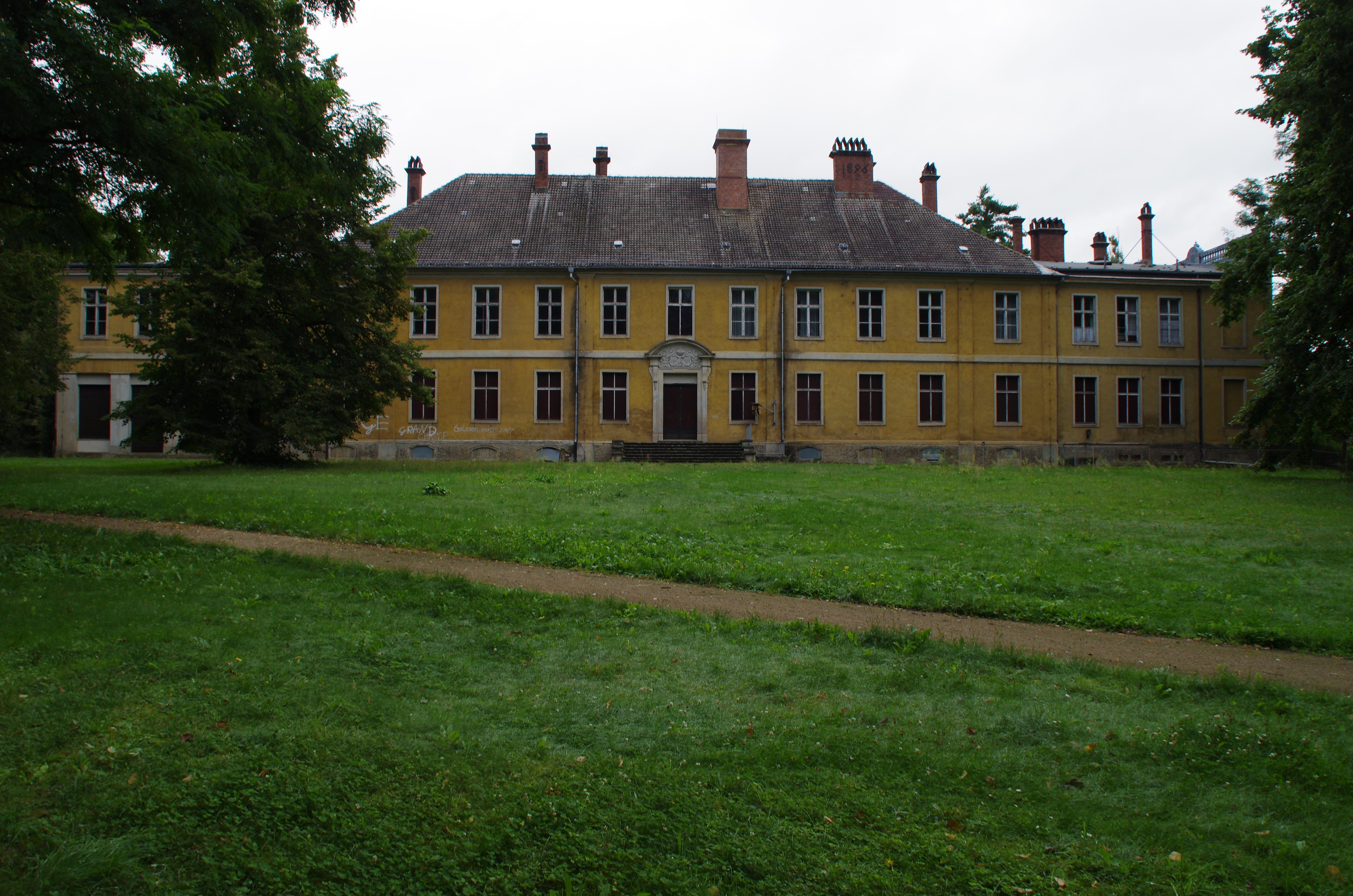
Schloss Golßen 2013

Golßen (niedersorbisch Gólišyn) ist eine amtsangehörige Stadt im Landkreis Dahme-Spreewald in Brandenburg (Deutschland) und Sitz des Amtes Unterspreewald. Die Stadt Golßen liegt im Nordwesten der Niederlausitz etwa 50 km südlich der Berliner Stadtgrenze.

## Geografie
Golßen liegt im Glogau-Baruther Urstromtal und grenzt an den Niederen Fläming sowie das Lausitzer Becken- und Heideland. Die Stadt wird von der Dahme durchflossen. Die höchste Erhebung ist der 144,3 m ü. NHN Meter hohe Schwarze Berg im äußersten Südwesten der Gemarkung.

## Stadtgliederung
Die Stadt Golßen umfasst laut ihrer Hauptsatzung neben der Kernstadt folgende Orts- und Gemeindeteile sowie Wohnplätze:
- Kernstadt Golßen mit den Gemeindeteilen Altgolßen, Landwehr und Prierow und dem Wohnplatz Fischerhaus
- Mahlsdorf
- Zützen mit den Gemeindeteilen Gersdorf und Sagritz

## Geschichte
Die Entstehung von Golßen geht auf die Zeit der deutschen Ostsiedlung im 12. Jahrhundert zurück. Die älteste noch erhaltene Urkunde der Stadt datiert erst auf den 21. Oktober 1276. Die Siedlungsstruktur von Golßen weist noch immer die typische zentrale um den Marktplatz gruppierte Form einer Angersiedlung auf.
1276 befand sich ein Rittergut Golssen im Besitz der Burggrafen aus dem Haus Wettin. Es bildete sich mitfolgend eine Herrschaft Golßen heraus. 1346 findet sich als Besitzer des Gutes ein Heinrich de Damis. 1372 verpfändete Kaiser Karl IV. die „Veste Golssin“ an die Herren von Querfurt. 1395 wird der Markgraf Wilhelm „der Einäugige“ von Meißen, 1402 Wichard von Rochan und ab 1418 Caspar und Paul von Knobelsdorff als Eigentümer erwähnt. Nach den von Knobelsdorffs treten im weiteren Verlauf des 15. Jahrhunderts die Familien von Polentz und schließlich von Stutterheim als Besitzer des Gutes Golßen auf.
Die Familie von Stutterheim vereinigte in der Zeit von der Mitte des 15. Jahrhunderts bis in das 17. Jahrhundert die Güter Alt-Golssen, Sellendorf, Hohendorf, Schäcksdorf, Krossen, Drahnsdorf, Liedekahle, Jetzsch, Falkenhain, Zützen, Görsdorf, Landwehr, Priaro, Waldow, Rietzneuendorf, Briesen, Oderin, Sagritz, Pitschen, Krebitz und etliche weitere Güter in ihrer Hand und hielt damit ein Gebiet, welches weit über das Gebiet des heutigen Golßen hinausging. Im Laufe des Dreißigjährigen Krieges und in der Folge bis zum Beginn des 18. Jahrhunderts ging der Familie nach und nach der Besitz verloren oder wurde verkauft.
Etwa 1647 erlangte die Familie von Bredow den teilweisen Besitz am Gut Golssen und hielt diesen bis 1718. 1718 wurde dieser Besitz der Familie an den preußischen Kammerrat Johann-Peter von Koehler verkauft, über den das Gut 1721 an seinen Schwiegersohn Johann Just Vieth (später als Vieth von Golssen(au) geadelt, vgl. Ludwig Renn) überging. Dieser errichtete den Mittelteil des heutigen Schlosses. Über verschiedene Besitzer gelangte das Gut schließlich 1846 an die Grafen zu Solms-Baruth. Letzter Eigentümer bis zum Sommer 1944 war Friedrich Fürst zu Solms-Baruth (1886–1951). Nach 1945 wurde das Gut im Zuge der Bodenreform enteignet, eigentlich formell schon durch das NS-Regime. Heute steht das Schloss leer.
Die Güter Zützen und Wendisch-Gersdorff gehörten im 17. Jahrhundert der Familie von Klitzing. 1651 erheiratete sie der königlich schwedische Oberst Herbert von Droste zu Möllenbeck, ein Bruder von Everwin von Droste zu Möllenbeck (aus einer Seitenlinie der westfälischen Adelsfamilie Droste zu Hülshoff). Sein Sohn, der sächsische General Johann Eberhard von Droste-Zützen, erheiratete die Güter Reddern (wo er die Flachskirche erbaute) und Grebendorf. Sein überlieferter Besuch auf dem Familien-Stammgut Burg Hülshoff wurde literarisch durch die Dichterin Annette von Droste-Hülshoff verarbeitet. Mitte des 18. Jahrhunderts verkaufte ein Nachfahr das Gut an die Familie von Kleist, die durch Georg Wenzeslaus von Knobelsdorff das prächtige Barockschloss Zützen errichten ließ, das im Mai 1945 – vermutlich infolge von Brandstiftung – bis auf die Grundmauern niederbrannte. Letzte Gutsbesitzer waren die Grafen von Kleist-Zützen, deren Erbbegräbnis an der Kirche in Zützen erhalten blieb.
Verwaltungszugehörigkeit
- 1816–1947 Landkreis Luckau (Provinz Brandenburg, Preußen)
- 1947–1952 Landkreis Luckau (Land Brandenburg)
- 1952–1990 Kreis Luckau (Bezirk Cottbus)
- 1990–1993 Kreis Luckau (Land Brandenburg)
- seit 1993 Landkreis Dahme-Spreewald

Eingemeindungen
Die ehemals selbstständigen Orte Landwehr und Prierow gehören seit dem 1. Juli 1950 zur Stadt Golßen. Altgolßen folgte am 1. Januar 1973.
Mahlsdorf wurde am 1. Mai 1998 eingemeindet. Am 31. Dezember 2002 wurde der heutige Ortsteil Zützen eingegliedert.

## Bevölkerungsentwicklung
| Jahr | Einwohner |
| ---- | --------- |
| 1875 | 1.577     |
| 1890 | 1.762     |
| 1910 | 1.750     |
| 1925 | 1.762     |
| 1933 | 1.708     |
| 1939 | 1.688     |

| Jahr | Einwohner |
| ---- | --------- |
| 1946 | 2.327     |
| 1950 | 2.673     |
| 1964 | 2.194     |
| 1971 | 2.219     |
| 1981 | 2.444     |
| 1985 | 2.445     |

| Jahr | Einwohner |
| ---- | --------- |
| 1990 | 2.453     |
| 1995 | 2.326     |
| 2000 | 2.322     |
| 2005 | 2.817     |
| 2010 | 2.616     |
| 2015 | 2.567     |

| Jahr | Einwohner |
| ---- | --------- |
| 2020 | 2.507     |
| 2021 | 2.484     |
| 2022 | 2.466     |
| 2023 | 2.447     |
| 2024 | 2.458     |

Gebietsstand des jeweiligen Jahres, Einwohnerzahl: Stand 31. Dezember (ab 1991), ab 2011 auf Basis des Zensus 2011, ab 2022 auf Basis des Zensus 2022

## Politik

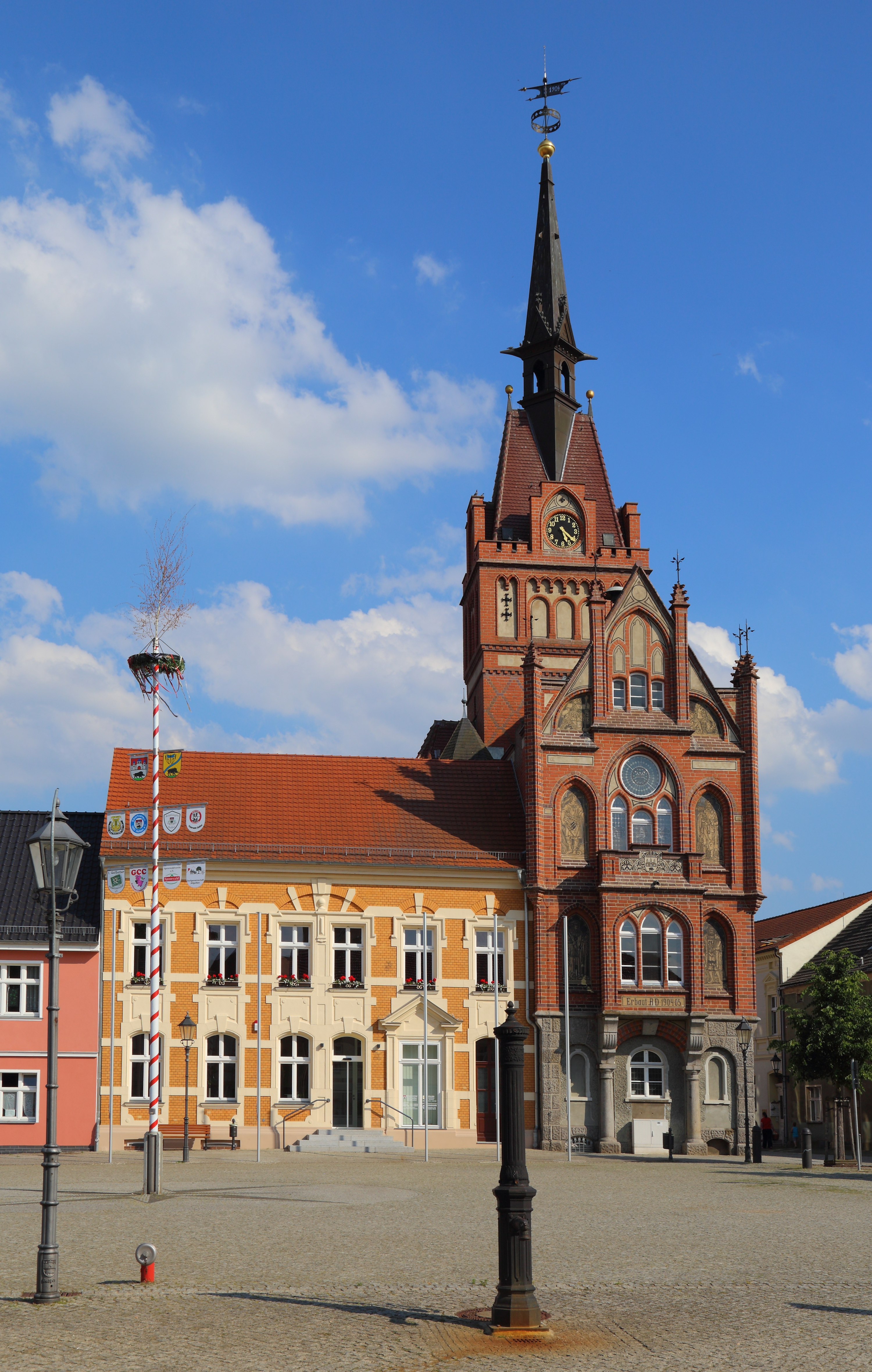
Rathaus

### Stadtverordnetenversammlung
Die Stadtverordnetenversammlung von Golßen besteht aus 16 Stadtverordneten und der ehrenamtlichen Bürgermeisterin. Die Kommunalwahl am 9. Juni 2024 führte bei einer Wahlbeteiligung von 70,2 % zu folgendem Ergebnis:
| Partei / Wählergruppe   | Stimmenanteil 2019 | Sitze 2019 |        | Stimmenanteil 2024 | Sitze 2024 |
| ----------------------- | ------------------ | ---------- | ------ | ------------------ | ---------- |
| Gemeinsam für Golßen    | –                  | –          | 30,6 % | 5                  |            |
| AfD                     | 22,1 %             | 4          | 27,3 % | 4                  |            |
| Unabhängige Bürgerliste | 32,2 %             | 5          | 27,0 % | 4                  |            |
| CDU                     | 14,9 %             | 2          | 07,8 % | 1                  |            |
| Die Linke               | –                  | –          | 04,5 % | 1                  |            |
| Abordnung der Bürger    | –                  | –          | 02,8 % | 1                  |            |
| SPD                     | 30,8 %             | 5          | –      | –                  |            |
| Insgesamt               | 100 %              | 16         | 100 %  | 16                 |            |

### Bürgermeister
- 1998–2008: Hartmut Laubisch (SPD)[17]
- 2008–2015: Lars Kolan (SPD)[18]
- 2015–2019: Hartmut Laubisch (SPD)[19]
- 2019–2024: Daniela Maurer (SPD)[20]
- seit 2024: Andrea Schulz (Unabhängige Bürgerliste Golßen)

Schulz wurde in der Bürgermeisterstichwahl am 30. Juni 2024 mit 57,9 % der gültigen Stimmen für eine Amtszeit von fünf Jahren gewählt.

### Wappen
Das Wappen wurde am 12. Juni 1992 genehmigt.
Blasonierung: „Von Rot über Silber geteilt; oben eine durchgängige silberne Mauer mit drei Türmen bedeckt, die mit schwarzen Fenstern und blauen Spitzdächern versehen sind, sowie einem offenen roten Tor, unten ein auf grünem Boden linkshin schreitender schwarzer Eber.“

## Sehenswürdigkeiten und Kultur
In der Liste der Baudenkmale in Golßen sowie in der Liste der Bodendenkmale in Golßen stehen die in der Denkmalliste des Landes Brandenburg eingetragenen Kulturdenkmale.

### Bauwerke
- Schloss Golßen, im Mittelteil ein 1723 von Johann Just Vieth erbauter zweistöckiger Putzbau, zu dem ein Landschaftspark mit seltenen Baumarten und einem künstlich angelegten Teich gehören. Die Parkanlage wurde um 1838–1840 vom neuen Besitzer des Schlosses Heinrich Ludwig zu Solms-Baruth in seiner heutigen Form angelegt. Der 1852 nach den Plänen von Eduard Knoblauch angebaute Flügel geht ebenfalls auf Friedrich Heinrich Ludwig zu Solms zurück. Im Inneren weist das Schloss Züge des Barock und des Klassizismus auf.
- Bürgerhäuser aus der Zeit des Fin de siècle im Stadtkern
- Rathaus, zwischen 1904 und 1906 nach Plänen des Baurates Tieffenbach im Stile der Neugotik erbaut, dreigeschossiges Gebäude mit einem 1992 bis 1995 restaurierten Turm, bestimmt bis heute die Silhouette der Stadt.

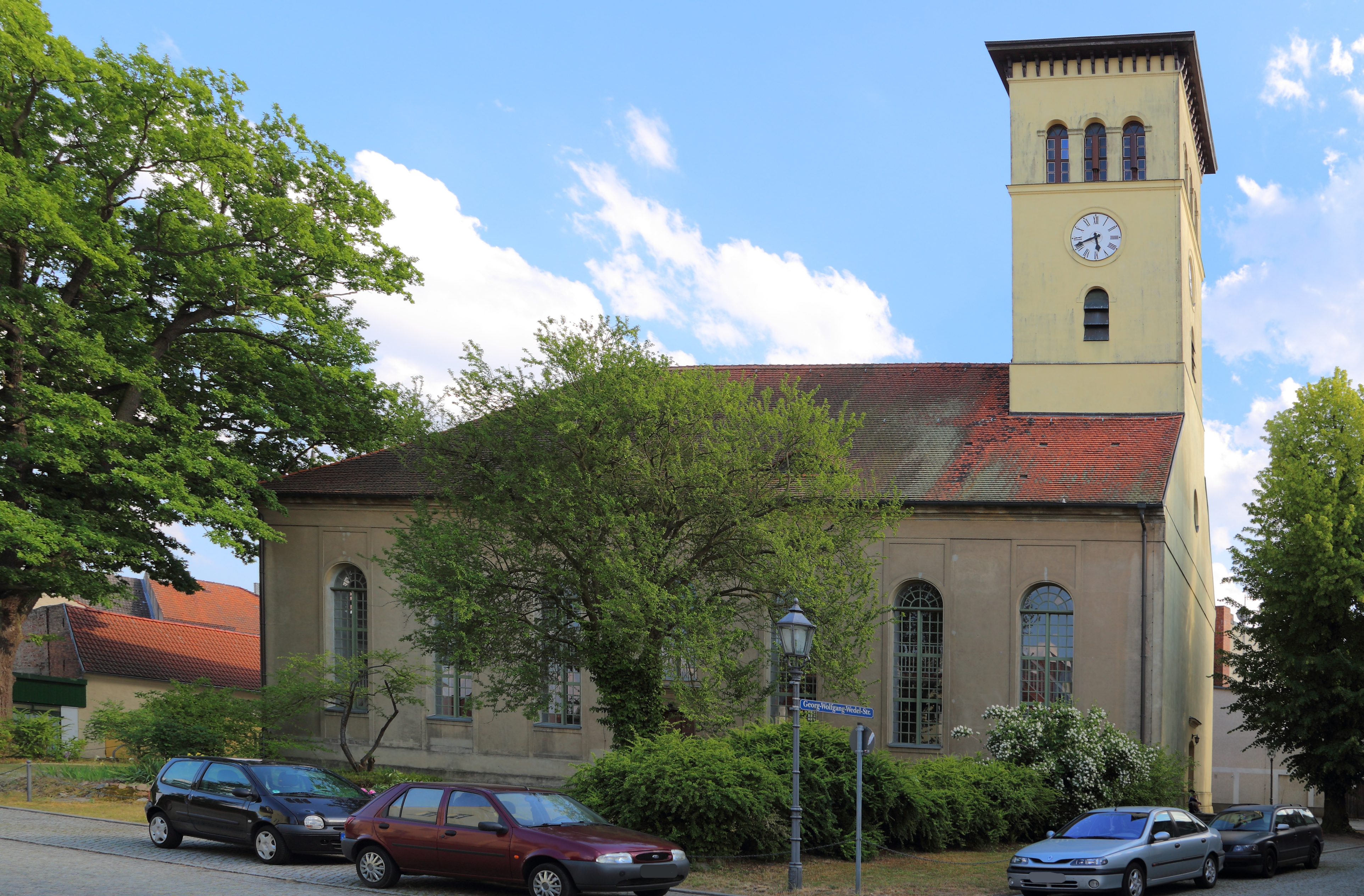
Stadtkirche Golßen

- Stadtkirche Golßen, entstand in den Jahren 1811 bis 1820 nach Plänen des Berliner Baurats Colberg, 1845 kam der Kirchturm hinzu. Die Kirchenausstattung stammt weitgehend aus der Bauzeit.
- Dorfkirche Altgolßen, entstand Anfang des 14. Jahrhunderts auf einem slawischen Burgwall. Auf dem angrenzenden Friedhof stehen 15 historische Grabdenkmäler aus Sandstein. Dort liegen Angehörige der Patronatsfamilien des Rittergutes Altgolßen aus den Jahren 1725 bis 1803 begraben. Der Förderkreis Alte Kirchen Berlin-Brandenburg bezeichnet diese Anordnung als „ein für das südliche Brandenburg nahezu einmaliges Ensemble“[24]
- Kirche in Mahlsdorf, 1899 fertiggestellt
- Kirche in Zützen aus dem Mittelalter
- Wassermühle an der Dahme in Sagritz, 1815 von einem Mitglied der jetzigen Eigentümerfamilie erworben

### Bodendenkmal
Der Utzenberg ist ein Slawischer Burgwall, der sich rund 300 Meter nordwestlich des Stadtzentrums befindet. Darauf wurde eine mittelalterliche, frühdeutsche Turmhügelburg errichtet. Er ist ein eingetragenes Bodendenkmal.

### Naturschutz
Im Gebiet von Golßen wurde mit Beschluss Nr. 75/81 des Bezirkstages von Cottbus vom 25. März 1981 zum 26. März 1981 das Naturschutzgebiet „Pierow bei Golßen“ eingerichtet. Ferner wurde durch die „Verordnung über das Naturschutzgebiet ‚Zützener Busch‘“ vom 17. März 2003 (Brandenburgisches GVBl. II/03, [Nr. 14], S. 290) ein 91 Hektar großes Naturschutzgebiet eingerichtet. Das Naturschutzgebiet umfasst ein grundwassergeprägtes Feuchtgebiet mit repräsentativen Waldgesellschaften mit Beständen von Auen-Wäldern mit Alnus glutinosa (Schwarzerle) und Fraxinus excelsior (Gemeine Esche).

### Vereine
Der Golßener Männergesangverein besteht seit 1867. In der Stadt gibt es den Golßener Carnevals Club (GCC) und den Verein der Freiwilligen Feuerwehr 1902 Golßen.

### Kulinarische Spezialitäten
Das Gebiet um Golßen ist für die Spreewälder Gurken bekannt.

## Wirtschaft und Infrastruktur

### Unternehmen
In Golßen werden als bekannteste Produkte Spreewälder Gurken und sonstige Konservenprodukte im Unternehmen Spreewaldkonserve sowie die Erzeugnisse der örtlichen Fleisch- und Wurstwarenfabrik hergestellt.
Die Spreewaldkonserve bietet eine geführte Besichtigung an. Ende Januar 2025 kündigte das Unternehmen an, die Gurkenproduktion in Golßen einstellen zu wollen.
Zudem gibt es die seit 1879 bestehende Stärkefabrik, die bis 1990 Teil des Kombinats Stärke und Kartoffelveredelung war. Das Werk gehört seit 1991 zur Emsland Group und wurde mittlerweile um eine Fischfutterproduktion erweitert.

### Verkehr
Golßen liegt an der Bundesstraße 96 zwischen Baruth und Luckau. In der Stadt zweigt die Bundesstraße 115 in Richtung der Kreisstadt Lübben ab. Die nächstgelegenen Autobahnanschlussstellen sind Staakow (9 km entfernt) und Freiwalde (12 km entfernt) an der A 13 Berlin–Dresden.
Der Bahnhof Golßen liegt an der Bahnstrecke Berlin–Dresden. Er wird von der Regional-Express-Linie RE 8 Berlin Hbf–Elsterwerda / Finsterwalde im Zwei-Stunden-Takt bedient. Am Bahnhof Brand Tropical Islands (etwa 10 km nordöstlich der Stadt) verkehren die Regional-Express-Linien RE 2 Nauen–Berlin Hbf–Königs Wusterhausen–Cottbus und RE 7 Dessau–Berlin Hbf–Königs Wusterhausen–Senftenberg jeweils im Stundentakt.
Zum Flughafen Berlin Brandenburg sind es von Golßen über die Autobahn etwa 55 km.

### Öffentliche Einrichtungen
Das Schloss steht seit 2005 leer. Früher wurde es als Kindertagesstätte genutzt. Ebenfalls beheimatete das Schloss früher die Bibliothek und das Gartenbauamt. Daneben bestehen zwei weitere Kindergärten.

### Bildung
Golßen verfügt über eine Grundschule mit Schulhort und die Förderschule „Hans-Christian-Andersen“ in Altgolßen. Die Gesamtschule wurde 2006 geschlossen. Es gibt eine Stadtbibliothek und ein Schwimmbad. Für die Jugend gibt es einen Jugendklub, er wird vom DRK betrieben, und befindet sich in der Gartenstraße 17/18 in Nähe des Marktes.

### Sport
Sportvereine der Stadt sind die SG Eintracht Kasel-Golzig, der SV 1885 Golßen mit vier Fußballmannschaften und einer Tischtennisabteilung, die Schützengilde 1836 Golßen sowie die SG Einheit Drahnsdorf.

## Söhne und Töchter der Stadt
- Nikolaus Pompeius (1591–1659), Philologe und Mathematiker
- Wolfgang Wedel (1645–1721), Mediziner und Alchemist
- Johann Eberhard von Droste zu Zützen (1662–1726), sächsischer General, Kommandeur der Festung Königstein und Gutsbesitzer
- Gottlob Eusebius Fischer (1767/1769?–1847),[29] Pfarrer und Schriftsteller[30]
- Johann Christian Dolz (1769–1843), Pädagoge
- Carl Friedrich Gottlob Foertsch (1805–1878), deutscher Klassischer Philologe und Gymnasiallehrer
- Knut Hickethier (* 1945), Medienwissenschaftler
- Ruth Misselwitz (* 1952), Pfarrerin, geboren in Zützen
- Karin Weber (* 1953), Politikerin (Die Linke)
- Alfred Hoffmann (* 1958), katholischer Geistlicher